# جيري لين وليامز
جيري لين وليامز (بالإنجليزية: Jerry Lynn Williams)‏ هو مغني وملحن ومغن مؤلف أمريكي، ولد في 1948 في دالاس في الولايات المتحدة، وتوفي في 25 نوفمبر 2005 في سينت مارتن في مملكة هولندا.

## وصلات خارجية
- جيري لين وليامز على موقع IMDb (الإنجليزية)
- جيري لين وليامز على موقع ميوزك برينز (الإنجليزية)
- جيري لين وليامز على موقع أول ميوزيك (الإنجليزية)
- جيري لين وليامز على موقع ديسكوغز (الإنجليزية)